# NGC 5220
NGC 5220 este o galaxie spirală situată în constelația Centaurul. A fost descoperită în 3 iunie 1836 de către John Herschel. Se află la o distanță de 52,51 de megaparseci de Pământ.